# Bovenkorst
Bovenkorst is een naam die soms wordt gebruikt om het bovenste deel van de aardkorst mee aan te duiden. De bovenkorst wordt gescheiden van de onderkorst door de conraddiscontinuïteit op circa 10 km diepte.
De bovenkorst bestaat voornamelijk uit kristallijn gesteente dat gemiddeld felsisch tot intermediair van samenstelling is, samen met (in bekkens) de sedimentaire gesteenten die ontstaan door erosie en sedimentatie daarvan. Ze verschilt daarin licht van de onderkorst, die gemiddeld mafischer, dichter en warmer is. In de bovenkorst vindt vooral brosse deformatie plaats, terwijl in de onderkorst ductiele deformatie dominant is.